# Metol
Metol je organická sloučenina (patřící do skupiny fenolů) se systematickým názvem 4-(methylamino)fenol hemisulfát. Používá se jako vyvíjecí látka do vývojek pro černobílou fotografii. V čisté formě jde o pevnou, poněkud světlocitlivou[zdroj?] látku, která je síranem N-methyl-p-aminofenolu.

## Příprava
Metol je možné připravit dekarboxylací N-4-hydroxyfenylglycinu. Je ho možné také připravit reakcí hydrochinonu s methylaminem.
Metol se snadno degraduje peroxidem vodíku.

## Historie
Alfred Bogisch, který pracoval pro chemickou společnost vlastněnou Juliem Hauffem, zjistil v roce 1891, že methylovaný p-aminofenol má silnější vyvolávací účinek než p-aminofenol samotný. Hauff následně zavedl tuto sloučeninu jako fotografický vyvolávací prostředek. Přesné složení rané verze metolu, kterou vyvinuli Bogisch a Hauff, není známo, ale s největší pravděpodobností šlo o methylaci v ortho poloze benzenového jádra (p-amino-o-methylfenol), nikoli methylaci amino skupiny. Později se označení Metol začalo používat pro N-methylovaný derivát, zatímco o-methylovaný postupně vymizel z používání. Společnost Aktien-Gesellschaft für Anilinfabrikation (AGFA) tuto sloučeninu prodávala pod obchodním názvem Metol, který se stal nejrozšířenějším označením.
Protože se Metol používá jako vyvolávací látka více než sto let, a to často i amatérskými fotografy, existuje značné množství důkazů o zdravotních problémech, které může kontakt s touto látkou způsobit. Jedná se především o místní dermatitidu rukou a předloktí. Existují rovněž důkazy o možnosti vzniku senzibilizační dermatitidy.